# Stazione di Bondi Junction
La stazione di Bondi Junction (in inglese: Bondi Junction railway station) è una stazione ferroviaria sotterranea situata a Sydney in Australia.

## Storia
L'assegnazione delle gare d'appalto per la costruzione della linea Eastern Suburbs fino al sobborgo di Bondi Junction venne effettuata nel 1967, e i lavori di costruzione della linea iniziarono poco dopo. La stazione venne aperta come capolinea il 23 giugno 1979.